# Elitserien 95
Elitserien 95 är ett ishockeyspel till Sega Mega Drive från 1994 baserat på Elitserien i ishockey utvecklat av Neurstone. På spelets omslag syns Jörgen Jönsson (då i Rögle BK) som har tryckts ner av Thomas Berglund (Luleå Hockey) framför målet som vaktas av Erik Granqvist. Det är ett av endast tre spel enbart baserade på elitseriens hockeyliga, som alla är omarbetningar av årets respektive NHL-utgåva. NHL 95 omarbetades för den svenska marknaden av Neurostone som också hanterade spelets uppföljare Elitserien '96.

## Klubbar
Dessa klubbar spelade Elitserien i ishockey 1994/1995.
| - AIK - Brynäs IF - Djurgårdens IF - Färjestads BK | - HV71 - Leksands IF - Luleå Hockey - Malmö IF | - Modo - Rögle BK - Västra Frölunda HC - Västerås IK |

## Ändringar
- Mängden lag i Elitserien är mindre än NHL, minskades listan över valbara lag i Elitserien 95 därefter. NHL '95 hade 26 spelbara lag, där Elitserien '95 bara hade 14 spelbara lag.
- Som ett resultat av det nedlagda lagvalet tillåter slutspärrfästen 8 endast åtta lag vid max istället för 16.
- Rinkarna gjordes större i enlighet med svenska standarder för hockey och alla islogotyper togs bort.
- Alla bilder och omnämnanden av "Stanley Cup" med "Le Mans Trophy" ersattes  John Shrader (som visas på skärmen före matchen av NHL '95) med likheten med Tommy Töpel,[2] som var en tidigare spelare, och TV-analytiker och engångsligapresident mer associerad med Elitserien.
- Både musiken och grafiken i spelet är till stora delar hämtad från NHL 95, ett annat spel som EA Sports utvecklat. Grafik för startbild, pokaler, logotyp och Tommy Töpel som är specifika för Sverige och Elitserien tillkom.
- Förutom Elitserie-klubbarna tillkommer allstar-lagen Nord och Syd.